# Ticket de rationnement
Cet article court présente un sujet plus développé dans : Rationnement.

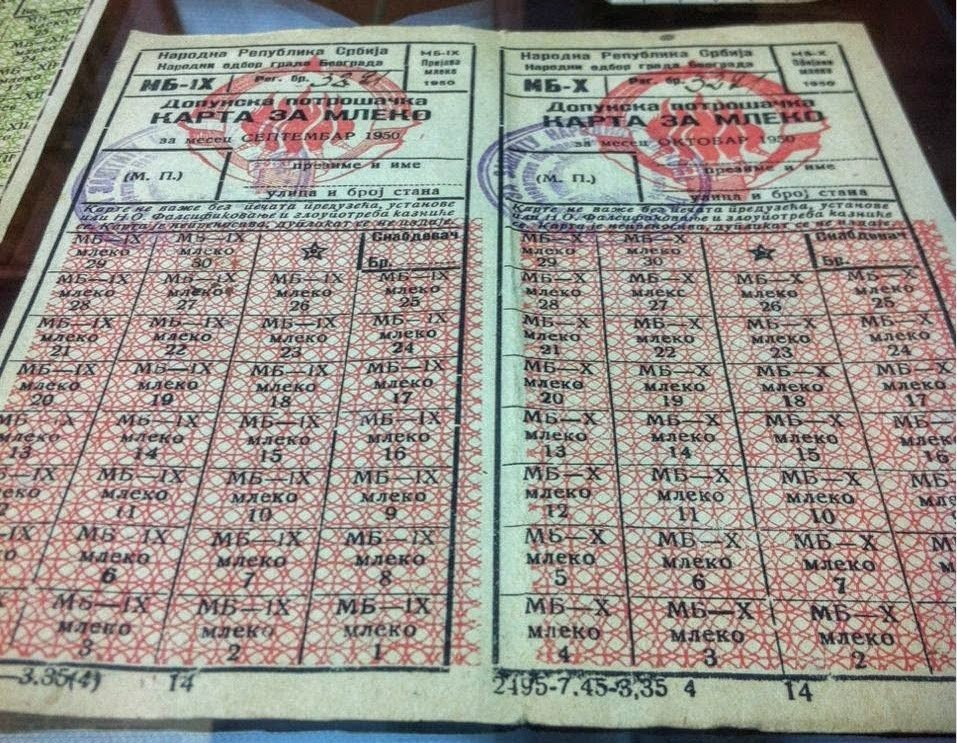
Tickets de rationnement yougoslaves pour du lait (1950).

Un ticket de rationnement est un bon émis par un gouvernement pour permettre au titulaire d'obtenir de la nourriture ou d'autres denrées qui sont rares en temps de guerre ou dans d'autres situations d'urgence où un rationnement est en vigueur.
Les tickets de rationnement, souvent désigné sous le terme de « cartes de ravitaillement », ont été largement utilisés pendant la Seconde Guerre mondiale par les deux camps après l'interruption de l'approvisionnement normal de marchandises causé par les combats. Ils ont été également utilisés après la fin de la guerre alors que les économies nationales des belligérants revenaient progressivement à la normale. Les tickets de rationnement ont été utilisés alors pour aider à s'assurer d'une meilleure répartition de la quantité d'aliments disponibles, en limitant les inégalités.
En France, les derniers tickets de rationnement (portant sur le sucre, l'essence et le café) disparaissent le 1er décembre 1949,.

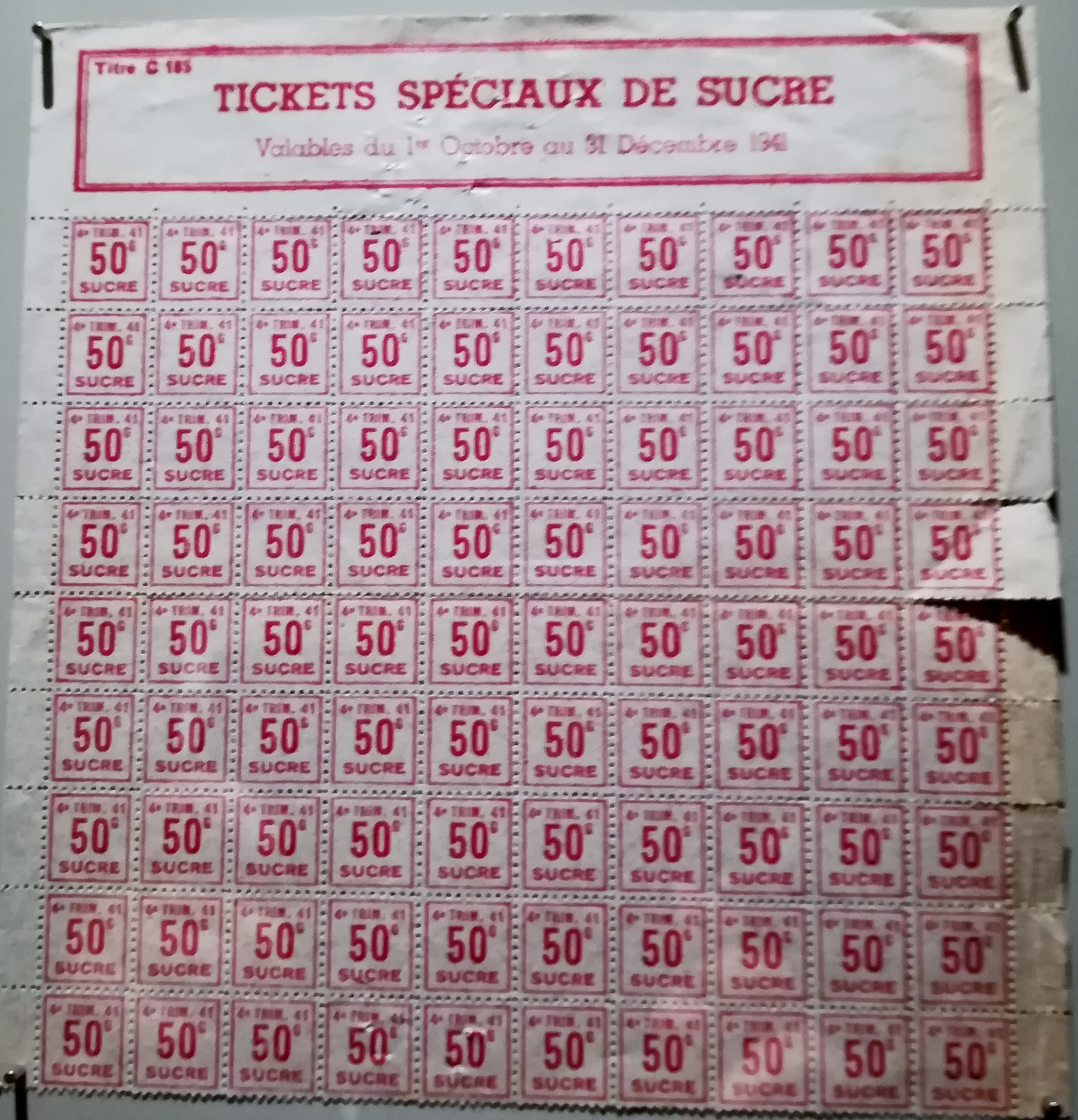
Tickets de rationnement de sucre pour le 4e trimestre 1941 (Musée de la Résistance en Bretagne de Saint-Marcel).
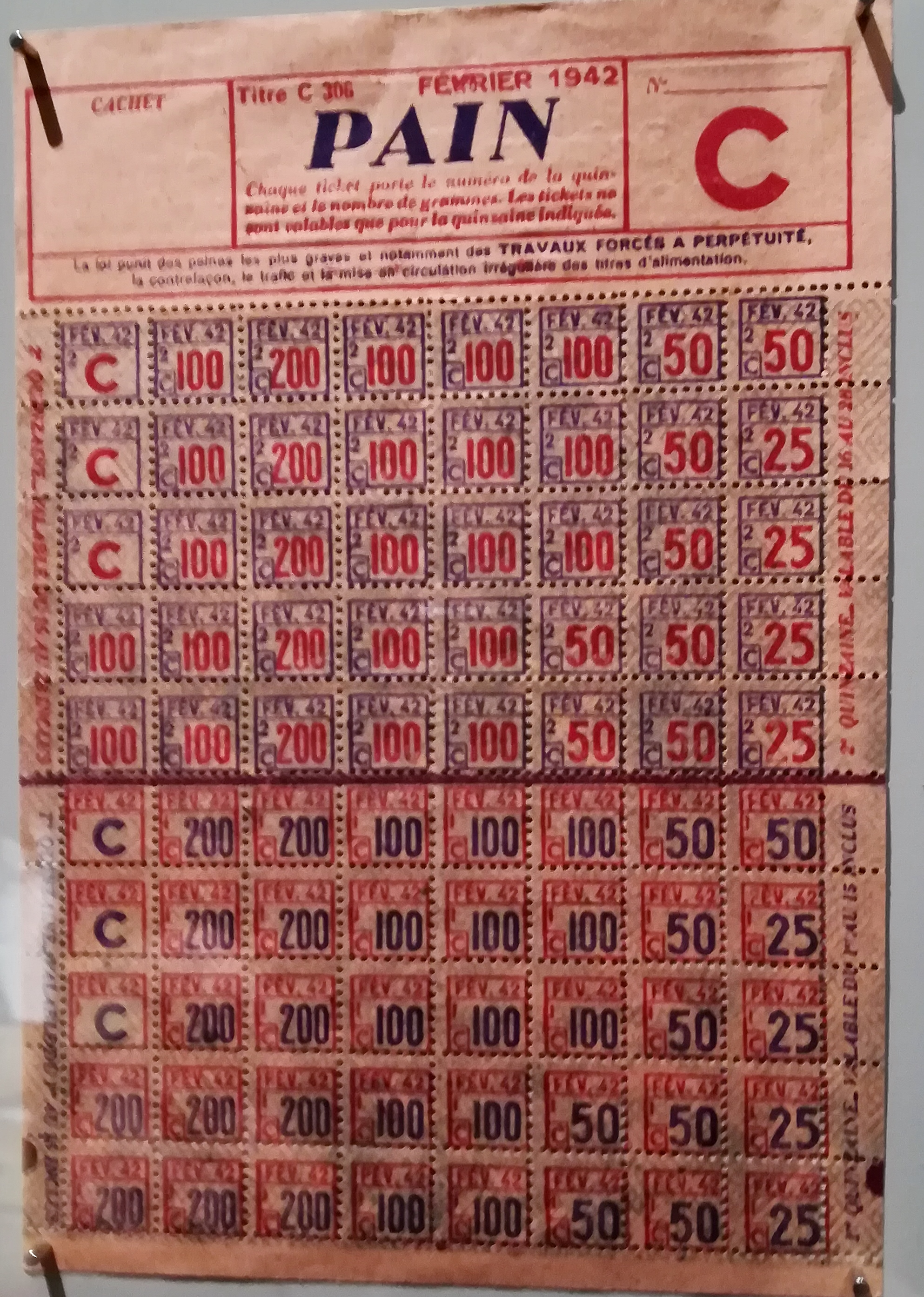
Tickets de rationnement de pain en France datant de février 1942 (Musée de la Résistance en Bretagne de Saint-Marcel).
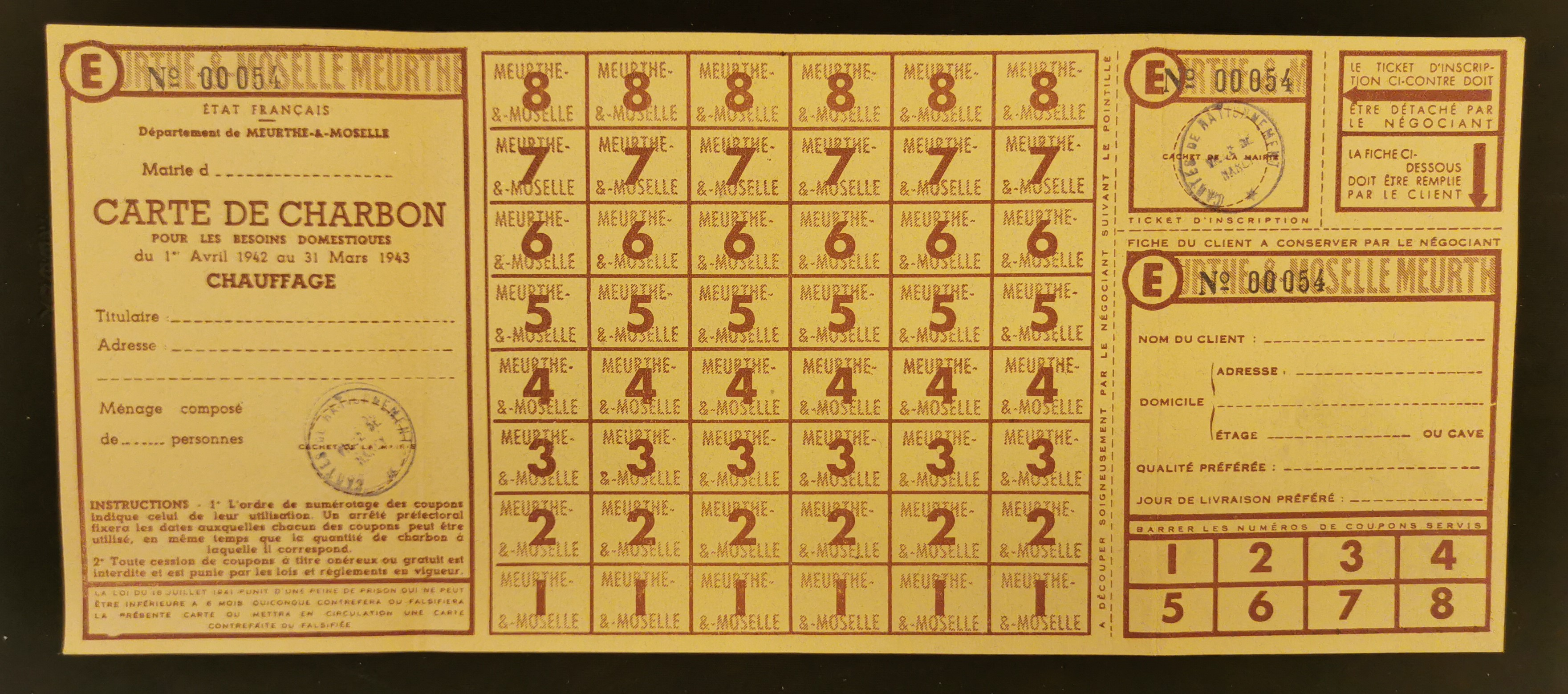
Tickets de rationnement de charbon pour la Meurthe-et-Moselle (Archives municipales de Nancy).
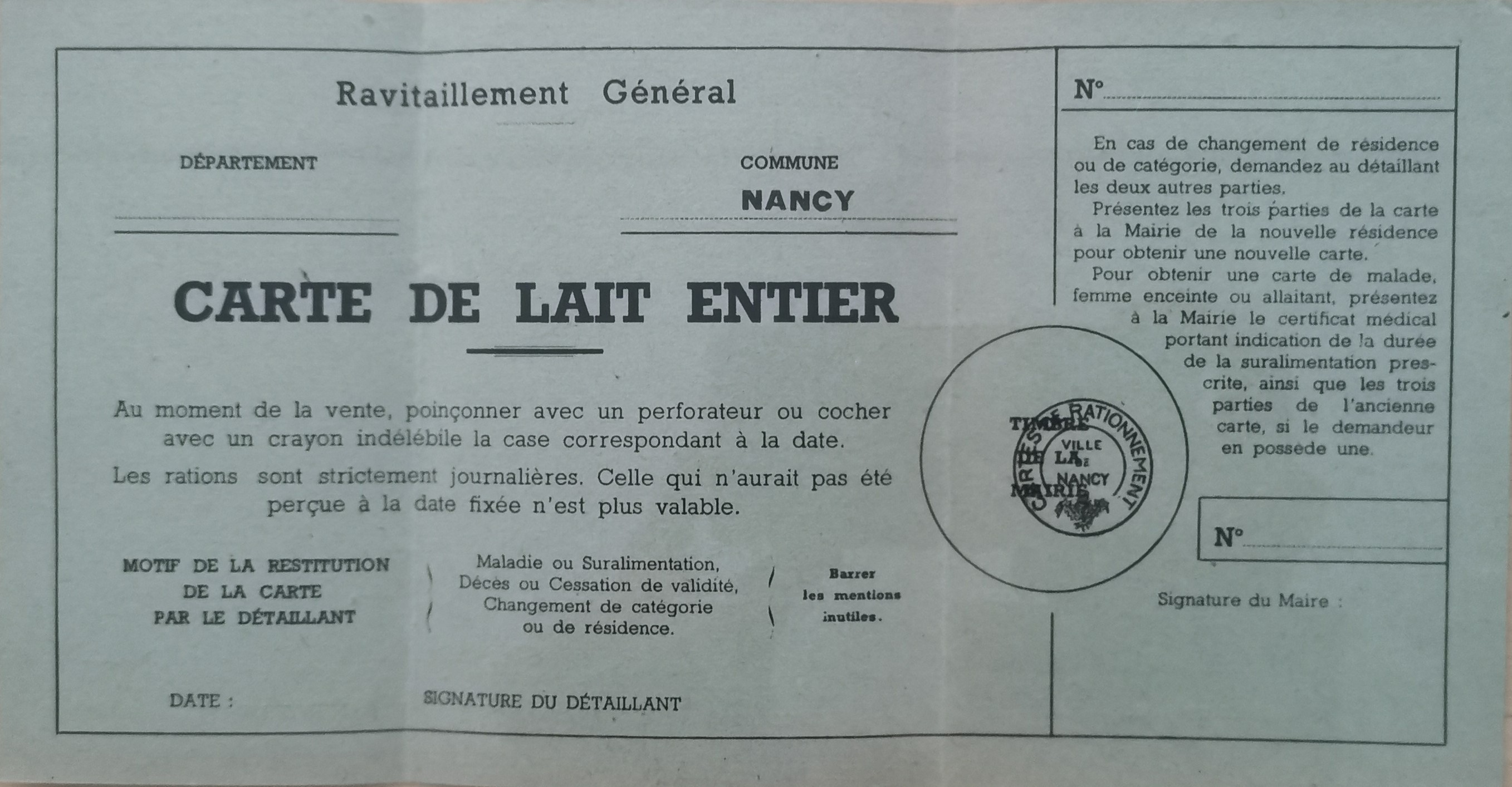
Tickets de rationnement de lait pour la France (Archives municipales de Nancy).